# يان ميلنر
يان ميلنر (بالإنجليزية: Ian Milner)‏ هو موظف مدني أسترالي ونيوزلندي، ولد في 6 يونيو 1911، وتوفي في 1991.